# SN 2010en
SN 2010en – supernowa odkryta 13 maja 2010 roku w galaktyce A155016+0443. W momencie odkrycia miała maksymalną jasność 19,00m.